# Lodderia
Lodderia is een geslacht van weekdieren uit de klasse van de Gastropoda (slakken).

## Soorten
- Lodderia coatsiana (Melvill & Standen, 1912)
- Lodderia eumorpha (Suter, 1908)
- Lodderia iota Powell, 1940
- Lodderia kaiparaensis Laws, 1939 †
- Lodderia lodderae (Petterd, 1884)
- Lodderia novemcarinata (Melvill, 1906)
- Lodderia supralaevis Laws, 1941 †
- Lodderia waitemata Powell, 1940